# Mistrzostwa Ameryki Środkowej i Karaibów Juniorów w Lekkoatletyce 2014
20. Mistrzostwa Ameryki Środkowej i Karaibów Juniorów w Lekkoatletyce – międzynarodowe zawody lekkoatletyczne, które odbyły się w meksykańskim mieście Morelia od 4 do 6 lipca 2014.
Sportowcy rywalizowali w dwóch kategoriach wiekowych – juniorów (do lat 20) oraz juniorów młodszych (do lat 18).

## Rezultaty

### Juniorzy (U20)

#### Mężczyźni
| Konkurencja:                           | 1. miejsce                                                                             | Rezultat  | 2. miejsce                                                                   | Rezultat  | 3. miejsce                                                                       | Rezultat  |
| Bieg na 100 m                          | Jonathan Farinha                                                                       | 10,38     | Edward Clarke                                                                | 10,48     | Kyle Webb                                                                        | 10,55     |
| Bieg na 200 m                          | Zharnel Hughes                                                                         | 20,33     | Jonathan Farinha                                                             | 20,82     | Miguel Francis                                                                   | 21,00     |
| Bieg na 400 m                          | Machel Cedenio                                                                         | 45,28     | Twayne Crooks                                                                | 46,50     | Warren Hazel                                                                     | 46,72 NJR |
| Bieg na 800 m                          | Andrés Arroyo                                                                          | 1:49,75   | Ricardo Jiménez                                                              | 1:50,46   | Kevon Robinson                                                                   | 1:50,82   |
| Bieg na 1500 m                         | José María Martínez                                                                    | 3:57,52   | Julio Ortiz                                                                  | 3:59,21   | Andrés Arroyo                                                                    | 4:04,38   |
| Bieg na 5000 m                         | José María Martínez                                                                    | 15:36,58  | Mario Lugo                                                                   | 15:42,72  | Joshua Correa                                                                    | 16:12,05  |
| Bieg na 110 m przez płotki (99/100 cm) | Marvin Williams                                                                        | 13,52     | Ruebin Walters                                                               | 13,59     | Ricardo Torres                                                                   | 13,76     |
| Bieg na 400 m przez płotki             | Marvin Williams                                                                        | 52,55     | Derick Diaz                                                                  | 52,73     | Jerrard Mason                                                                    | 53,26     |
| Sztafeta 4 x 100 m                     | Trynidad i Tobago · John Constantine · Jonathan Farinha · Holland Cabara · Aaron Lewis | 40,06     | Jamajka · Clayton Brown · Twayne Crooks · Edward Clarke · Raheem Robinson    | 40,66     | Meksyk · Emiliano Cavazos · Iván Moreno · Gessael López · Roberto Luevano        | 40,81     |
| Sztafeta 4 x 400 m                     | Jamajka · Ivan Henry · Twayne Crooks · Marvin Williams · Rajay Hamilton                | 3:11,20   | Portoryko · Derick Díaz · Ricardo Torres · Andrés Arroyo · Ricardo Feliciano | 3:12,10   | Trynidad i Tobago · Ohdel James · Jonathan Farinha · Asa Guevara · Breon Mullins | 3:13,73   |
| Chód na 10 000 m                       | Ricardo Ortiz                                                                          | 42:24,10  | José Luis Doctor                                                             | 43:10,71  | Jürgen Everhard Grave                                                            | 44:06,44  |
| Skok wzwyż                             | Arturo Joaquin Abascal                                                                 | 2,15      | Clayton Brown                                                                | 2,10      | Ricardo Valdez                                                                   | 1,95      |
| Skok o tyczce                          | Raúl Ríos                                                                              | 4,90      | Jorge Luna                                                                   | 4,90      |                                                                                  |           |
| Skok w dal                             | Laquan Nairn                                                                           | 7,55      | Ricardo Morales                                                              | 7,53      | Shamar Rock                                                                      | 7,47      |
| Trójskok                               | Odaine Lewis                                                                           | 15,46     | Antonio Hernández                                                            | 15,19     | Ricardo Morales                                                                  | 14,56     |
| Pchnięcie kulą (6 kg)                  | Mario Lozano                                                                           | 18,23     | Uzziel Muñoz                                                                 | 17,35     | Alecverne Longmore                                                               | 16,40     |
| Rzut dyskiem (1,75 kg)                 | Khyle Higgs                                                                            | 54,64     | Uziel Muñoz                                                                  | 51,87     | Alberto Esqu Vargas                                                              | 49,42     |
| Rzut młotem (6 kg)                     | Jerome Vega                                                                            | 67,04     | Pedro Abraham Macías                                                         | 64,81     | Guillermo Guzmán                                                                 | 61,40     |
| Rzut oszczepem                         | Shakiel Waithe                                                                         | 70,39     | Denzel Pratt                                                                 | 66,18     | Orlando Thomas                                                                   | 63,89     |
| Dziesięciobój                          | Felipe de Jesús Ruíz                                                                   | 6440 pkt. | Francisco Olguín                                                             | 6244 pkt. | Ronald Edyberto Ramírez                                                          | 6072 pkt. |

#### Kobiety
| Konkurencja:               | 1. miejsce                                                                             | Rezultat  | 2. miejsce                                                                                | Rezultat  | 3. miejsce                                                                          | Rezultat  |
| Bieg na 100 m              | Aaliyah Telesford                                                                      | 11,47     | Zakiya Denoon                                                                             | 11,55     | Keianna Albury                                                                      | 11,56     |
| Bieg na 200 m              | Keianna Albury                                                                         | 23,54     | Zakiya Denoon                                                                             | 23,63     | Kayelle Clarke                                                                      | 23,71     |
| Bieg na 400 m              | Monique McPherson                                                                      | 55,64     | Paola Vázquez                                                                             | 56,06     | Mariana Pérez                                                                       | 58,17     |
| Bieg na 800 m              | Monique McPherson                                                                      | 2:17,11   | Lizette Sala                                                                              | 2:21,59   | Hannia Palafox                                                                      | 2:22,71   |
| Bieg na 1500 m             | Arantza Hernández                                                                      | 4:56,02   | Yaraby Banda                                                                              | 5:00,00   | Wendy Ascencio                                                                      | 5:22,11   |
| Bieg na 3000 m             | Ivett Licona                                                                           | 10:47,21  | Paola Fernanda Espinosa                                                                   | 11:16,72  | Wendy Ascencio                                                                      | 12:07,25  |
| Bieg na 5000 m             | Karina Hernández                                                                       | 19:05,97  | Ivett Licona                                                                              | 19:08,46  | Wendy Ascencio                                                                      | 20:13,87  |
| Bieg na 100 m przez płotki | Devynne Charlton                                                                       | 13,56     | Andrea Carolina Vargas                                                                    | 13,72 NR  | Akila McShine                                                                       | 14,05     |
| Bieg na 400 m przez płotki | Tia-Adana Belle                                                                        | 60,30     | Paloma Morales                                                                            | 61,49     | Talia Thompson                                                                      | 61,57     |
| Sztafeta 4 x 100 m         | Trynidad i Tobago · Zakiya Denoon · Aaliyah Telesford · Kayelle Clarke · Akila McShine | 44,24     | Jamajka · Sashalee Forbes · Yanique Thompson · Saqukine Cameron · Shimayra Williams       | 44,33     | Bahamy · Devynne Charlton · Talia Thompson · Dannielle Gibson · Keianna Albury      | 45,73     |
| Sztafeta 4 x 400 m         | Meksyk · Diana Ruíz · Paloma Morales · Yoayan Salazar · Paola Vázquez                  | 3:45,49   | Jamajka · Monique McPherson · Shimayra Williams · Annastacia Forrester · Saqukine Cameron | 3:47,25   | Dominikana · Alexandra de la Cruz · Anabel Medina · Estrella de Aza · Mariana Pérez | 3:54,26   |
| Chód na 5000 m             | Sonia Barrondo                                                                         | 24:37,81  | María Guadalupe Sánchez                                                                   | 24:58,40  | Lluvia González                                                                     | 26:20,93  |
| Skok wzwyż                 | Krista-Gaye Taylor                                                                     | 1,79      | Safia Morgan Luisa Rejón                                                                  | 1,60      |                                                                                     |           |
| Skok w dal                 | Akela Jones                                                                            | 6,41w     | Annastacia Forrester                                                                      | 5,90w     | Natalie Aranda                                                                      | 5,82      |
| Trójskok                   | Dannielle Gibson                                                                       | 11,94     | Lidia Rodríguez                                                                           | 11,40     | Luisa Rejón                                                                         | 11,05     |
| Pchnięcie kulą             | Portious Warren                                                                        | 14,47     | Jess St. John                                                                             | 13,29     | Ana Karen Guerrero                                                                  | 13,07     |
| Rzut dyskiem               | Shadae Lawrence                                                                        | 46,25     | Silvia Luviano                                                                            | 42,88     | Karen Madero                                                                        | 40,01     |
| Rzut młotem                | Mariana Hernández                                                                      | 50,72     | Zaira Zavala                                                                              | 49,25     | Yulisa de la Rosa                                                                   | 19,47     |
| Rzut oszczepem             | Danna Corral                                                                           | 42,78     | Isheka Binns                                                                              | 42,21     | Yulisa de la Rosa                                                                   | 39,68     |
| Siedmiobój                 | Nahomi Urbano                                                                          | 4846 pkt. | Evelyn Martínez                                                                           | 4317 pkt. | Keyth Agosto                                                                        | 4174 pkt. |

### Juniorzy młodsi (U18)
| Konkurencja:                       | 1. miejsce                                                                             | Rezultat  |
| Bieg na 100 m                      | Waseem Williams                                                                        | 10,47     |
| Bieg na 200 m                      | Chadadyne Walker                                                                       | 21,12     |
| Bieg na 400 m                      | Jamal Walton                                                                           | 47,01 NR  |
| Bieg na 800 m                      | Jesus López                                                                            | 1:52,38   |
| Bieg na 1500 m                     | José Armando Valencia                                                                  | 4:08,45   |
| Bieg na 3000 m                     | José Armando Valencia                                                                  | 8:58,39   |
| Bieg na 110 m przez płotki (91 cm) | Roje Jackson Chin                                                                      | 13,36     |
| Bieg na 400 m przez płotki (84 cm) | Rivaldo Leacock                                                                        | 51,81     |
| Bieg na 3000 m z przeszkodami      | José Armando Valencia                                                                  | 6:13,69   |
| Sztafeta 4 x 100 m                 | Trynidad i Tobago · David Winchester · Akanni Hislop · Corey Stewart · Xavier Mulugata | 41,25     |
| Sztafeta 4 x 400 m                 | Trynidad i Tobago · Kobe John · Terry Frederick · Jacob Clair · Kashief King           | 3:13,93   |
| Chód na 10 000 m                   | Noel Ali Chama                                                                         | 42:45,24  |
| Skok wzwyż                         | Ken Mullings                                                                           | 2,05      |
| Skok o tyczce                      | Efrén Ramírez                                                                          | 4,60      |
| Skok w dal                         | Andwuelle Wright                                                                       | 7,15      |
| Trójskok                           | Miguel Van Assen                                                                       | 16,01     |
| Pchnięcie kulą (5 kg)              | Alejandro Castillo                                                                     | 18,62     |
| Rzut dyskiem (1,75 kg)             | José Higuera                                                                           | 53,24     |
| Rzut młotem (5 kg)                 | Luis de Jesús                                                                          | 59,86     |
| Rzut oszczepem (700 g)             | Anderson Peters                                                                        | 72,39     |
| Dziesięciobój                      | Jafett Juárez                                                                          | 5945 pkt. |

| Konkurencja:                         | 1. miejsce                                                                               | Rezultat  |
| Bieg na 100 m                        | Kimone Shaw                                                                              | 11,51     |
| Bieg na 200 m                        | Brianne Bethel                                                                           | 24,10     |
| Bieg na 400 m                        | Faheema Scraders                                                                         | 55,55     |
| Bieg na 800 m                        | Faheema Scraders                                                                         | 2:14,00   |
| Bieg na 1500 m                       | Alma Delia Cortés                                                                        | 4:43,55   |
| Bieg na 3000 m                       | Alondra Negrón                                                                           | 10:20,14  |
| Bieg na 100 m przez płotki (76,2 cm) | Jeanine Williams                                                                         | 13,46     |
| Bieg na 400 m przez płotki           | Paola Morán                                                                              | 62,18     |
| Bieg na 2000 m z przeszkodami        | Alondra Negrón                                                                           | 7:10,52   |
| Sztafeta 4 x 100 m                   | Jamajka · Jeanine Williams · Vanesha Pusey · Shanice Reid · Kimone Shaw                  | 44,97     |
| Sztafeta 4 x 400 m                   | Meksyk · Patrícia Mendoza · Liliana Guadalupe Nájera · Melissa Paredes · Alejandra Rubio | 3:50,63   |
| Chód na 5000 m                       | Vivian Castillo                                                                          | 24:32,47  |
| Skok wzwyż                           | Diana González                                                                           | 1,81      |
| Skok o tyczce                        | Vania Sofía Staufert                                                                     | 3,20      |
| Skok w dal                           | Rechelle Meade                                                                           | 5,92w     |
| Trójskok                             | Shanique Wright                                                                          | 12,39     |
| Pchnięcie kulą (3 kg)                | Fernanda Orozco                                                                          | 17,64     |
| Rzut dyskiem                         | Fernanda Orozco                                                                          | 46,87     |
| Rzut młotem (3 kg)                   | Victoria Villa                                                                           | 60,85     |
| Rzut oszczepem (500 g)               | Luz Castro                                                                               | 52,05     |
| Siedmiobój                           | Jomary Carmona                                                                           | 4533 pkt. |